# Oberonomyia palpalis
Oberonomyia palpalis är en tvåvingeart som beskrevs av Henry J. Reinhard 1964. Oberonomyia palpalis ingår i släktet Oberonomyia och familjen parasitflugor. Inga underarter finns listade i Catalogue of Life.